# Émile Bertaux (homme politique)
Pour les articles homonymes, voir Émile Bertaux et Bertaux.
 Émile Charles Grégoire Bertaux, né à Gosselies le 14 janvier 1843 et mort dans cette même ville le 28 mai 1911, est un homme politique belge francophone libéral.
Il fut commerçant.
Il fut bourgmestre de Gosselies et membre du parlement,.